# Rifugio Pizzini-Frattola

Lage des Rifugio Pizzini im Valle Cedèc

Das Rifugio Pizzini-Frattola, genauer Rifugio Luigi E. Pizzini - Augusto e Carlo Frattola - Zeledria, meist kurz Rifugio Pizzini, ist eine Schutzhütte des Club Alpino Italiano (CAI) in den lombardischen Ortler-Alpen.

## Lage und Wege
Das Rifugio Pizzini liegt auf 2706 m s.l.m. im Talschluss des Valle Cedèc, eines Seitentals des Valfurva im Veltlin, Provinz Sondrio. Im Norden und Osten liegt der Ortler-Hauptkamm, im Westen der Confinale-Kamm. Das Gebiet ist Bestandteil des Nationalparks Stilfserjoch.
Die Pizzinihütte ist vom Parkplatz beim Rifugio Forni (2178 m) in etwa 1:30 h über einen Fahrweg erreichbar. Übergänge sind zum Rifugio Cesare Branca (2487 m) in 1:30 h, zum Rifugio Casati (3254 m) in 1:30 h, zum Rifugio Quinto Alpini (2878 m) in 2:30 h und zur Schaubachhütte (2573 m) möglich.
Wichtige Gipfelziele sind die Königspitze (3854 m), der Monte Confinale (3370 m), die Cima dei Forni (3274 m), die Cima Miniera (3408 m), die Cima Pale Rosse (3446 m), der  Monte Zebrù (3740 m), die  Kreilspitze (3391 m), das Schrötterhorn (3386 m), die Suldenspitze (3387 m), der Monte Cevedale (3769 m), die Zufallspitzen (Vordere 3700 m s.l.m., Hintere 3757 m s.l.m.) und der Monte Pasquale (3553 m).
Am Rifugio Pizzini führt der Sentiero della Pace (deutsch Friedensweg) vorbei.

## Geschichte
Eine erste Hütte wurde bereits 1887 errichtet und 1888 unter dem Namen Rifugio Cedè eingeweiht. Nachdem dieser Bau während des Ersten Weltkriegs zerstört worden war, wurde sie 1924 hergerichtet und 1926 von einer Gruppe von Freunden des bekannten Mailänder Alpinisten Luigi E. Pizzini neu erbaut und nach ihm benannt. Diese Gruppe von Freunden übergab die Hütte der Sektion Mailand des CAI und veranlasste 1948 eine Renovierung und Erweiterung, sowie 1963 den Bau eines Nebengebäudes, das den Namen Zeledria von ihrer Vereinigung erhielt.
Nach der Finanzierung einer abermaligen Renovierung durch Mary Frattola wurde der Name der Hütte um die Namen ihres Gatten Carlo, eines Alpinigenerals, und ihres Sohnes Augusto, eines bekannten Alpinisten, erweitert.
Das heutige Rifugio Pizzini wird von der Sektion Mailand des CAI betrieben und bietet 135 Gästen Platz. Es ist seit 2002 mit fließendem Warmwasser, Zentralheizung und Sauna ausgestattet. Da die Berge um die Hütte ein beliebtes Skitourengebiet sind, ist das Rifugio Pizzini im Frühjahr von März bis Mai geöffnet sowie dann zur normalen Sommersaison von Mitte Juni bis etwa Ende September.

## Karten
- Tabacco Blatt 08 Ortlergebiet - Ortles - Cevedale (1:25.000)
- Tabacco Blatt 048 Val di Peio - Val di Rabbi - Val di Sole (1:25.000)[4]